# Kolomayan
Kolomayan is een bestuurslaag in het regentschap Blitar van de provincie Oost-Java, Indonesië. Kolomayan telt 6182 inwoners (volkstelling 2010).